# 渡邊美和
渡邊 美和（わたなべみわ、英語表記：Miwa Watanabe、3月1日生）は、日本のジャズシンガー、作詞家、ボイストレーナー。大阪府河内長野市出身。アメリカ合衆国バークリー音楽大学卒業。血液型はA型。

## 人物・来歴
ピアノ講師の姉の影響で5歳からクラシックピアノを習うも練習に飽き、映画音楽や現代音楽、ポップソングなどを好んで弾くようになる。中学時代は吹奏楽部でフルートを担当し、各地の大会で表彰される。12歳からミュージカルに多数出演し、18歳で映画『ちぎれ雲』エンディングテーマを担当する。
2003年に渡米し、歌手活動をスタート。ニューヨークの教会で歌い始め、St.John's United Methodist Churchのクリスマスコンサートでソロを務める。
2006年にボストンのバークリー音楽大学に入学。演奏学科でジャズを中心に音楽理論、編曲、パフォーマンス、ボイストレーナーとしての音声教育者Vocal pedagogyのライセンスを取得。2009年バークリー音楽大学を首席で卒業後、ニューヨークを拠点に演奏活動を再開、ギターリストの小田村愁とアメリカ国内版アルバム『DUO』をリリース。
2011年、T-TOC RECORDSベストボーカル賞受賞。2013年日本国内版メジャーアルバム『Natural Voice』をリリース。季刊オーディオアクセサリー「優秀盤オーディオグレードin Summer2013」の特選を評される。
2014年、テレビ朝日全国放送『Musicる TV』テーマ曲、predia『壊れた愛の果てに』作詞を担当。作詞家として日本クラウン・シングルヒット賞受賞。自身の2ndアルバム『Natural VoiceII』で音楽之友社・月刊誌『Stereo』の「ステレオディスクコレクション優秀録音盤」、「アルバムベスト5」に選ばれる。

## エピソード
ニューヨーク在住中には音楽の勉強のために年間150以上のライブやブロードウェイ・ミュージカルを見たと話している。その中で特に感銘を受けたのが、スティーヴィー・ワンダー、ジェームス・ブラウン、ボビー・マクファーリン、イディナ・メンゼル、ミシェル・カミロ、ガル・コスタ、クリス・ボッティ、マリア・シュナイダー、ブライアン・ブレイド、クリスチャン・マクブライド、ケニー・ギャレット、フランシスコ・メラ。
ボーカリストとして影響を受けたアーティストはアレサ・フランクリン、マリーナ・ショウ、エラ・フィッツジェラルド、サラ・ヴォーン、ナタリー・コール、ボビー・マクファーリン、ヨランダ・アダムス、リッキー・リー・ジョーンズ、ノラ・ジョーンズなど。
作詞作曲活動においては、中学生の頃から日記を詩として書き留めたり、歌詞を書いていた。学生時代に吹奏楽でパート譜を書いたり、バンド活動をしたことが後の作曲に役立ったと話している。作曲への影響を受けたアーティストは、Mr.Children、大貫妙子、小田和正、アリシア・キーズ、Aca Seca Torio、スティーヴィー・ワンダー。
ミュージカルはRENTとウィキッドのファン。